# Camptochaeta delicata
Camptochaeta delicata is een muggensoort uit de familie van de rouwmuggen (Sciaridae). De wetenschappelijke naam van de soort is voor het eerst geldig gepubliceerd in 1935 door Lengersdorf.